# Municipio de Lester (Arkansas)
El municipio de Lester (en inglés: Lester Township) es un municipio ubicado en el condado de Craighead en el estado estadounidense de Arkansas. En el año 2010 tenía una población de 428 habitantes y una densidad poblacional de 5,23 personas por km².

## Geografía
El municipio de Lester se encuentra ubicado en las coordenadas 35°54′51″N 90°27′30″O / 35.91417, -90.45833. Según la Oficina del Censo de los Estados Unidos, el municipio tiene una superficie total de 81.76 km², de la cual 80,95 km² corresponden a tierra firme y (0,99 %) 0,81 km² es agua.

## Demografía
Según el censo de 2010, había 428 personas residiendo en el municipio de Lester. La densidad de población era de 5,23 hab./km². De los 428 habitantes, el municipio de Lester estaba compuesto por el 93,22 % blancos, el 2,1 % eran afroamericanos, el 2,57 % eran de otras razas y el 2,1 % eran de una mezcla de razas. Del total de la población el 3,97 % eran hispanos o latinos de cualquier raza.